# Protocucujidae
Protocucujidae (лат.) — семейство насекомых из отряда жесткокрылых.

## Описание
Внешний вид с широкой переднеспинкой напоминает жуков-щелкунов. Окраска коричневая. Встречаются в Австралии и Южной Америке (Чили).

## Классификация
Типовым родом семейства является род Protocucujus Crowson, 1954 [=Ericmodes Reitter, 1878].
- Ericmodes australis Grouvelle, 1893 — Австралия
- Ericmodes costatus Slipinski, 1998 — Австралия
- Ericmodes fuscitarsis Reitter, 1878 — Чили
- Ericmodes lawrencei Slipinski, 1998 — Австралия
- Ericmodes nigris Slipinski, 1998 — Чили
- Ericmodes silvaticus Philippi, 1864 — Чили
- Ericmodes synchitoides Reitter, 1878 — Австралия
- Ericmodes tarsalis Slipinski, 1998 — Чили